# جائزة كندا الكبرى 1978
جائزة كندا الكبرى 1978 هو سباق فورمولا 1 أقيم بتاريخ 8 أكتوبر 1978 في حلبة جيل فيلنوف، مونتريال. كان السادس عشر من أصل 16 في بطولة العالم لسباقات الفورمولا واحد موسم 1978. حلّ الكندي جيل فيلنوف أولا بينما جاء الجنوب أفريقي جودي شيكتر في المركز الثاني وحصل على المركز الثالث الأرجنتيني كارلوس ريوتيمان.